# Springe

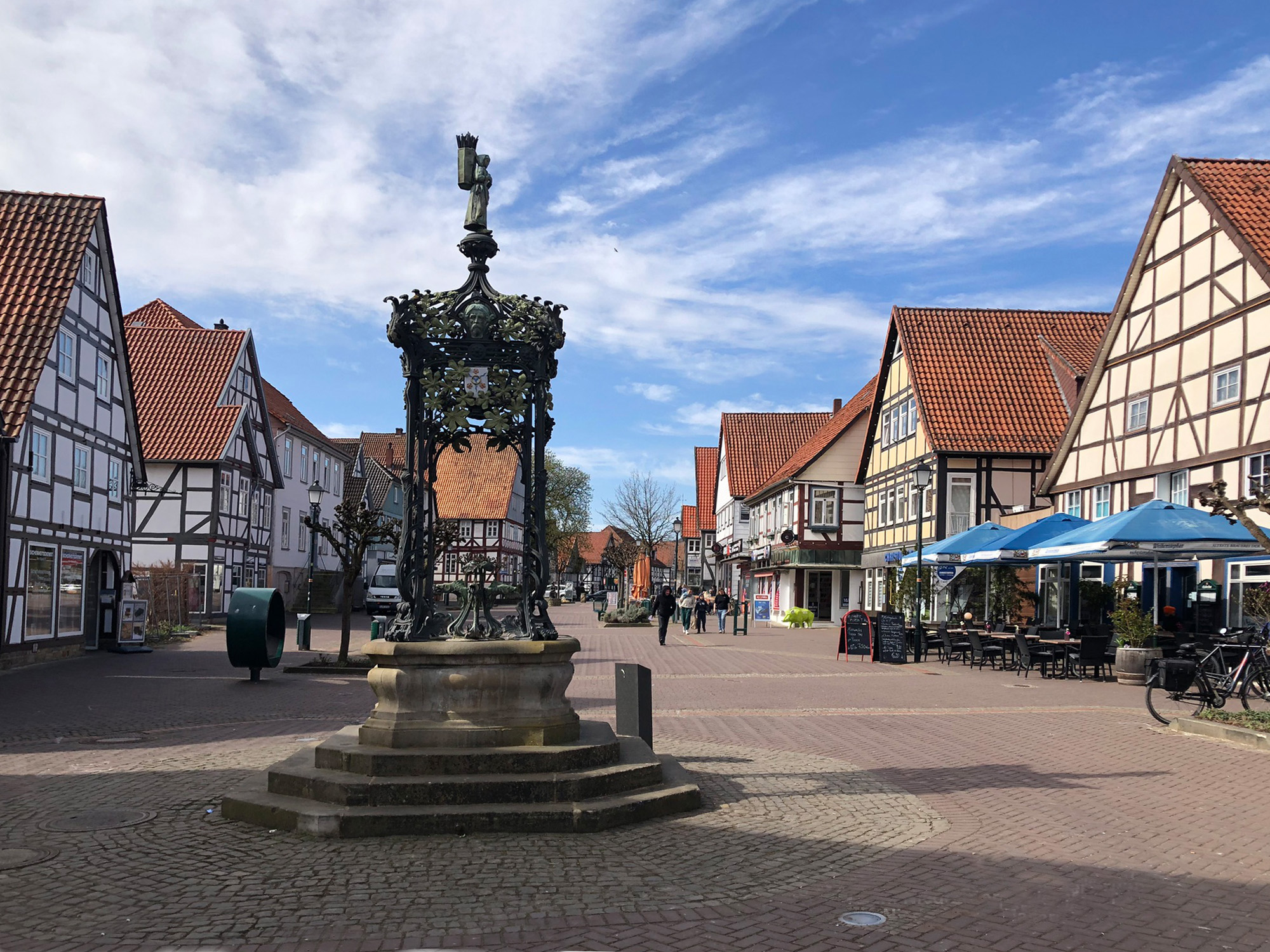
Straßenszene Am Markt

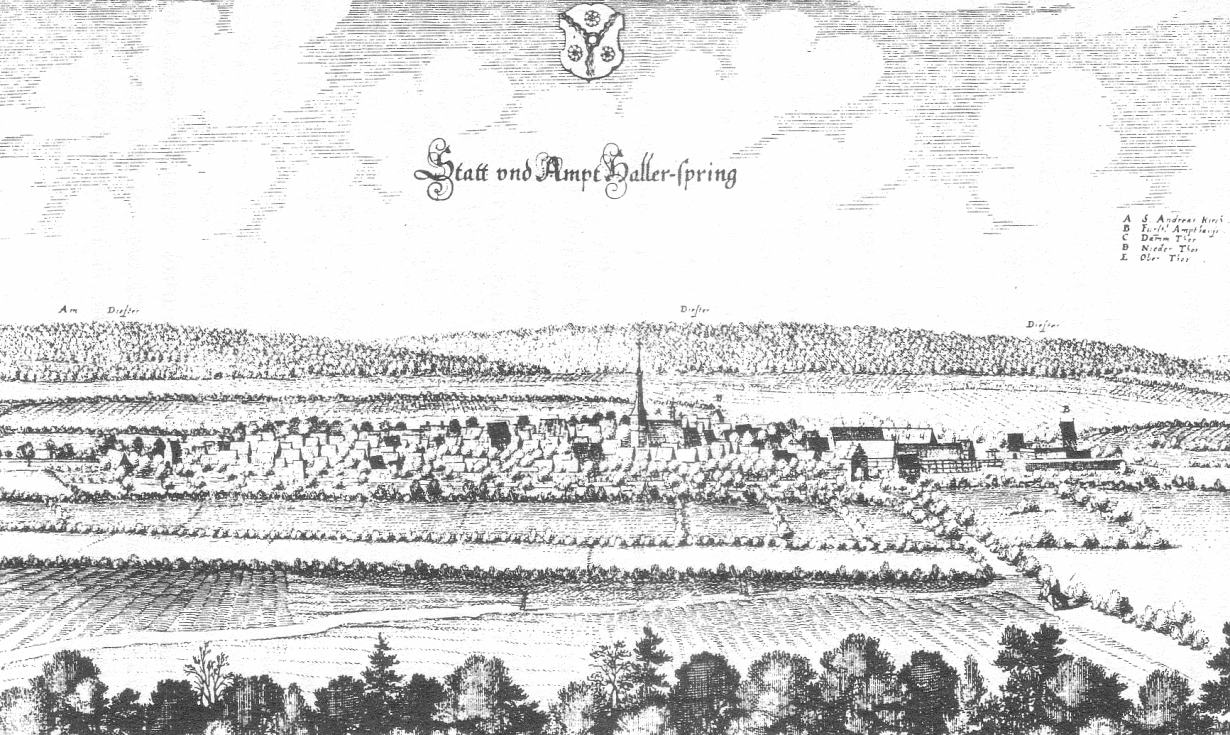
Springe als Merian-Stich um 1650

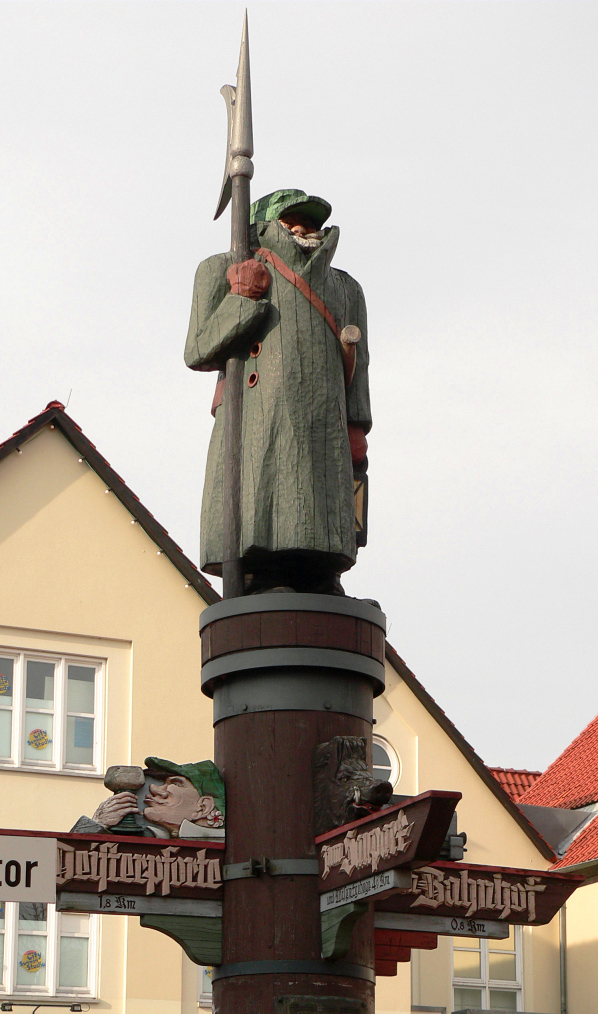
Nachtwächterfigur als Wegweiser in der Altstadt

Springe ist eine Stadt mit rund 30.000 Einwohnern in der Region Hannover.

## Geografie

### Lage, Gewässer
Die Stadt liegt an der Deisterpforte, einem flachen Talpass zwischen den südlichen Ausläufern des Deisters und dem Kleinen Deister. In der Deisterpforte entspringt der Fluss Haller, der der Stadt Springe ihren mittelalterlichen Namen Hallerspring gab.
Die beiden Quellen der Haller sind am Raher Berg in dem Flurstück Am Spielbrink auf der Höhe 123,2 m ü. NN in einer Wassergewinnungsanlage der Wasserversorgungsgesellschaft Avacon-Wasser, ehemals Purena erschlossen; die Purena war ein Beteiligungsunternehmen der E.ON Avacon. Die Hallerbrunnen fördern Quellwasser aus dem zum Teil verkarsteten Korallenoolith des Malm, das durch Zuflüsse aus den rund 15 m mächtigen quartären Lockergesteinen ergänzt wird. Das geförderte Wasser ist leicht alkalisch und weist erhöhte Karbonathärte auf. Die Quellen werden für die Trinkwasserversorgung der Stadt Springe genutzt; ihre Schüttung beträgt etwa 0,5 Millionen m³ pro Jahr.

### Stadtgliederung
- Springe (Kernstadt) mit 13.184 Einwohnern
- Bennigsen mit 4068 Einwohnern
- Völksen mit 3396 Einwohnern
- Eldagsen mit 3340 Einwohnern
- Gestorf mit 1767 Einwohnern
- Altenhagen I mit 1235 Einwohnern
- Lüdersen mit 990 Einwohnern
- Alvesrode mit 511 Einwohnern
- Alferde mit 527 Einwohnern
- Holtensen mit 421 Einwohnern
- Mittelrode mit 283 Einwohnern
- Boitzum mit 175 Einwohnern

Stand: 15. Januar 2020

### Nachbargemeinden
Springe grenzt im Uhrzeigersinn, beginnend im Norden, an  Barsinghausen, Wennigsen (Deister), Ronnenberg, Hemmingen und Pattensen (Region Hannover), an Nordstemmen und Elze (Landkreis Hildesheim), sowie an Salzhemmendorf, Coppenbrügge und Bad Münder (Landkreis Hameln-Pyrmont).

## Geschichte
Springe wurde 1013 erstmals als Hallerspringe urkundlich erwähnt. In einer Grenzbeschreibung des Bistums Hildesheim, die als undatierte Abschrift überliefert ist, nach Form und Inhalt aber dem ausgehenden 10. Jahrhundert zugewiesen werden muss, wird Springe unter dem Namen Helereisprig erwähnt. Die Grafen von Hallermund errichteten nach dem Verlust ihrer Burg Hallermund am Kleinen Deister an die Welfen 1282 ein festes, burgähnliches Haus an der heutigen Stelle von Springe. Von diesem neuen Herrschaftssitz aus verwalteten sie ihre Grafschaft. Vermutlich entstand dadurch Springe als Neuanlage. Die Einrichtung des gräflichen Sitzes und die Befestigung des Ortes führten im 13. Jahrhundert zur Erlangung der Stadtrechte. Während des Mittelalters war Springe Stammsitz der Grafen Hallermund und ihrer Nachfolger, einer Seitenlinie der Grafen von Kevernburg. Aus deren Herrschaftsgebiet ergab sich später das Amt Springe und nach verschiedenen Umbenennungen und Erweiterungen im Jahre 1884 der Kreis Springe.
Mit dem Ausgang des 10. Jahrhunderts tauchen in Urkunden die ersten Ortsnamen der heute zu Springe gehörenden Stadtteile auf, und bis zum Jahre 1300 sind alle heute bestehenden Dörfer und Städte urkundlich erwähnt.
Die Entstehung und das Wachstum des Ortes hängen eng mit seiner verkehrsgünstigen Lage an der Deisterpforte zusammen. Hier ist die Grenze zwischen dem Flachland und dem Bergland, in das die Deisterpforte hineinführt. Außerdem liegt der Ort auf der Wegesmitte zwischen den wirtschaftlichen Schwerpunkten Hannover und Hameln. Diese günstige Lage entfaltete jedoch erst mit dem „Chaussee-Ausbau“ der heutigen B 217 im 18. Jahrhundert und mit der Fertigstellung der Eisenbahnlinie Hannover-Altenbeken im Jahre 1872 ihre Wirkung.
Gegen Ende des Zweiten Weltkrieges wurde Springe im April 1945 zum Kriegsschauplatz, nachdem US-amerikanische Truppen die Weser überquert hatten und sich auf Hannover zubewegten. Das Stellvertretende Generalkommando XI in Hannover ordnete das Infanterie-Regiment „Deister“ unter Oberst von Osterott nach Springe ab. Der Stab quartierte sich im Forsthaus Morgenruhe ein. Westlich und östlich der Stadt wurden Flakgeschütze postiert und eine bis zu 300 Meter lange Panzersperre an der Engstelle der Deisterpforte angelegt. Am 7. April besetzten die Amerikaner Eldagsen. Springes Bürgermeister Jürgens versuchte Oberst von Osterott erfolglos zur Aufgabe zu bewegen. Am 8. April war Springe von amerikanischen Einheiten eingeschlossen. Jagdbomber warfen Spreng- und Brandbomben, die die Domänengebäude trafen und elf Todesopfer forderten. Unterdessen näherten sich von Eldagsen und der Hamelner Straße Panzer der Stadt. Abwehrgefechte an der Panzersperre forderten einen deutschen Gefallenen und einen Verwundeten. Am Abend des 8. April 1945 war Springe vollständig besetzt.
Eine stetige Entwicklung zu einer Mittelstadt setzte nach Beendigung des Ersten und besonders des Zweiten Weltkrieges ein (1933 = 3912 Einwohner). Bis zur Kreisgebietsreform, die am 1. März 1974 in Kraft trat, war Springe die Kreisstadt des Landkreises Springe. Danach gehörte Springe zum Landkreis Hannover, der am 1. November 2001 in der heutigen Region Hannover aufgegangen ist. Heute wohnen in der Kernstadt etwa 13.000 Einwohner.
Bis zum 31. Dezember 2004 gehörte Springe zum Regierungsbezirk Hannover, der wie die übrigen niedersächsischen Regierungsbezirke aufgelöst wurde.

## Eingemeindungen
Die heutige Stadt Springe ist am 1. März 1974 aus dem Zusammenschluss der Gemeinden Alferde, Altenhagen I, Alvesrode, Bennigsen, Boitzum, Gestorf, Holtensen, Lüdersen, Mittelrode und Völksen sowie den Städten Springe und Eldagsen entstanden. Durch die Gebietsreform verlor die Stadt Eldagsen ihre im 13. Jahrhundert verliehenen Stadtrechte und ist heute der viertgrößte Ortsteil der Stadt Springe. Nach Protesten der Eldagser Bevölkerung erhielt der Stadtteil seine städtischen Namensrechte zurück und trägt nun den offiziellen Titel „Stadt Eldagsen, Stadtteil der Stadt Springe“.

## Religion
Am 31. Dezember 2022 waren 41,5 % der 30.054 Einwohner evangelisch und 8,8 % römisch-katholisch. Eine einfache Mehrheit – 49,3 der Bevölkerung – gehörte einer anderen oder keiner rechtlich-körperschaftlich verfassten Glaubensgemeinschaft an.
Es gibt zwei evangelisch-lutherische Kirchengemeinden, St. Andreas mit der historischen Kirche im Stadtzentrum und St. Petrus mit der modernen Kirche im Nordwesten der Stadt. Die Kirchengemeinden gehören zum Kirchenkreis Laatzen-Springe mit Sitz in Pattensen, zu ihnen gehört auch der Waldkindergarten. Die Landeskirchliche Gemeinschaft Springe hat ihren Gemeinschaftsraum an der Burgstraße, ihre Anfänge gehen auf das Jahr 1907 zurück.
Die katholischen Christen versammeln sich in der Christ-König-Kirche am Erzbischof-Joseph-Godehard-Platz. Sie wurde 1980 errichtet, ausgeführt als turmloser Zentralbau, als Nachfolge für eine gleichnamige bereits 1951 errichtete Kirche. Ihre Pfarrgemeinde gehört zum Dekanat Hannover.
Die Evangelisch-freikirchliche Gemeinde nutzt nach jahrzehntelangem Provisorium seit 1998 die selbst erbaute Kreuzkirche an der Jägerallee. In den Jahren 2022–2023 wurde das Gebäude um weitere Gruppenräume und ein neues Foyer erweitert.
Seit 1931 gibt es eine neuapostolische Gemeinde, die sich in der 1967 eingeweihten Kirche an der Straße Im Sieke versammelt. Im Jahr 2005 erfolgte die Fusion mit den Gemeinden Springe-Altenhagen und Bad Münder, woraufhin die Kirche umgebaut und erweitert wurde. Die Gemeinde gehört zum Kirchenbezirk Hannover-Südwest.
Die Gemeinschaft Christi ist seit 1947 in Springe vertreten und besitzt seit 1971 an der Straße Im Reite ein Kirchengebäude. Seit September 2005 befindet sich ein Königreichssaal der Zeugen Jehovas in der Rathenaustraße im Industriegebiet.
Das Lutherheim, am nördlichen Ende der Jägerallee gelegen, ist eine christliche Tagungsstätte.
Weitere evangelische und katholische Kirchen befinden sich in zu Springe eingemeindeten Ortschaften.

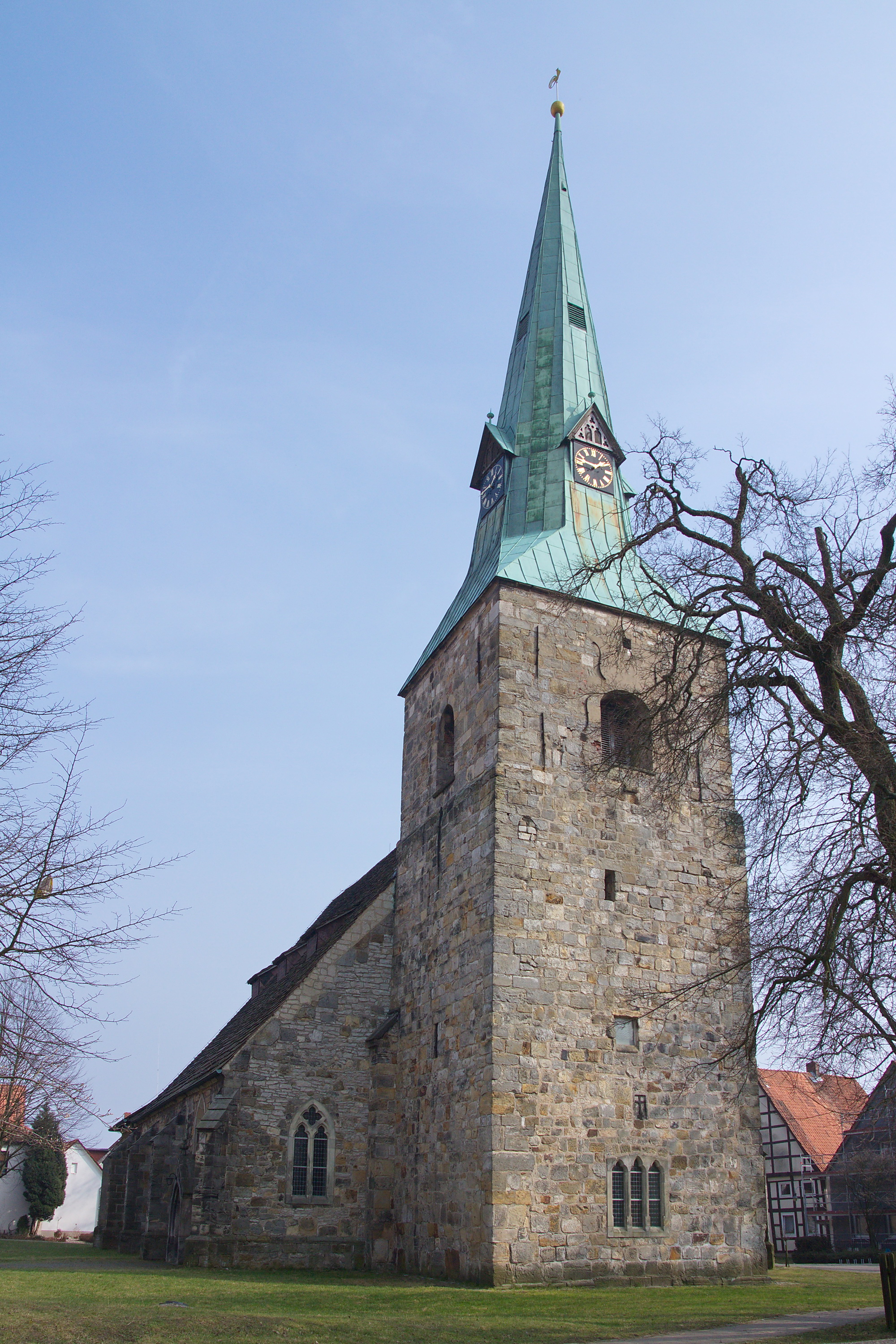
St.-Andreas-Kirche
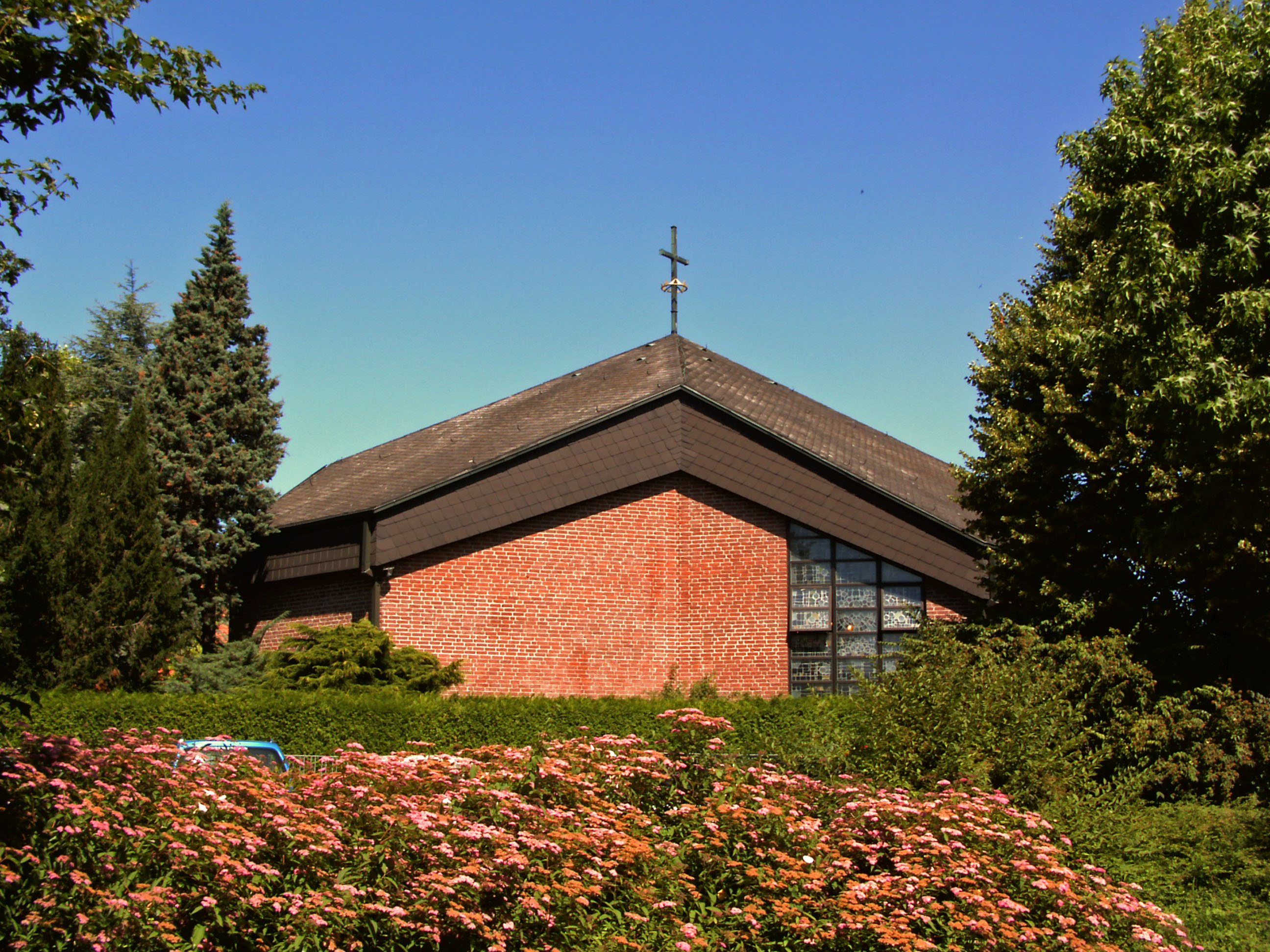
Christ-König-Kirche
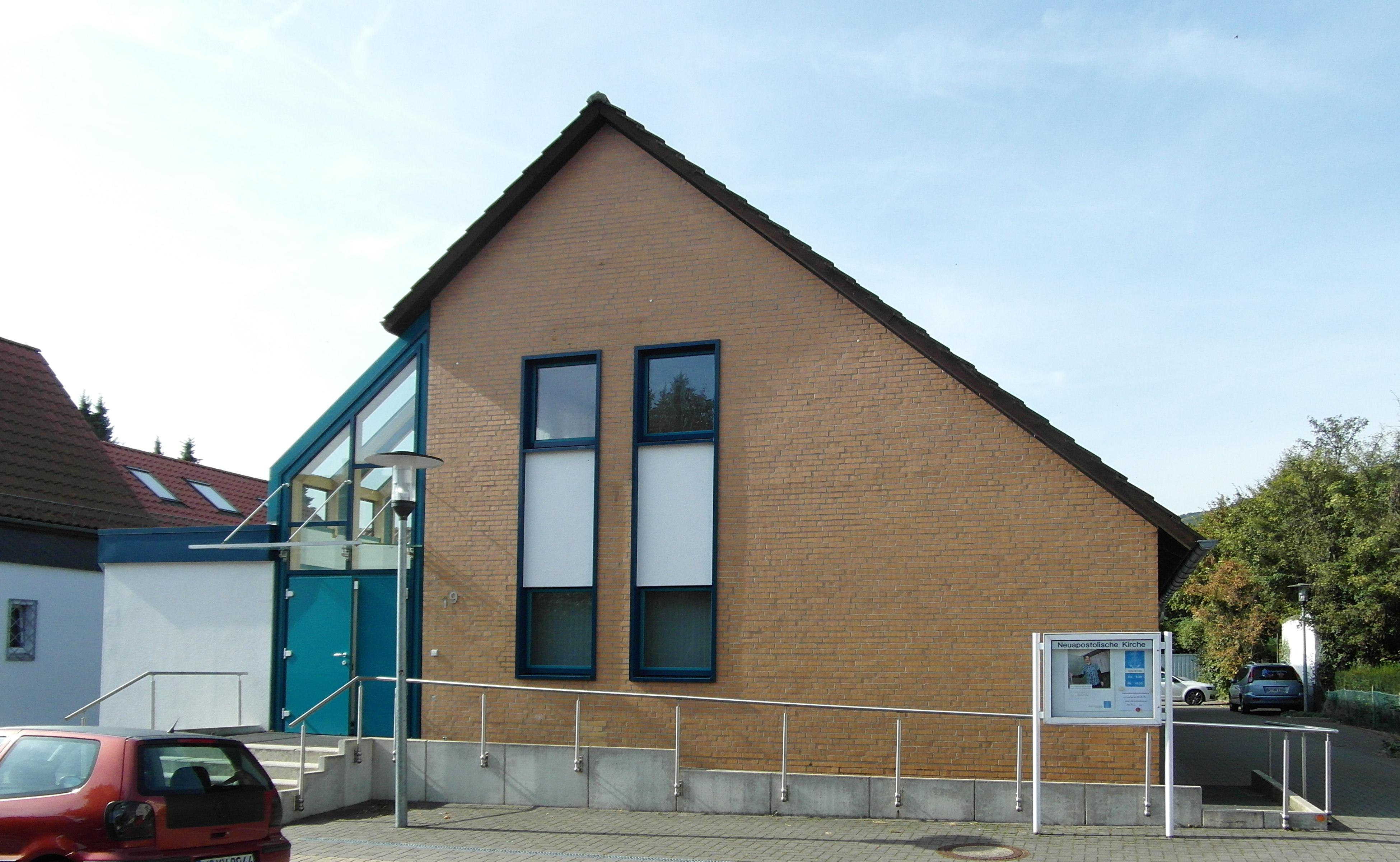
Neuapostolische Kirche
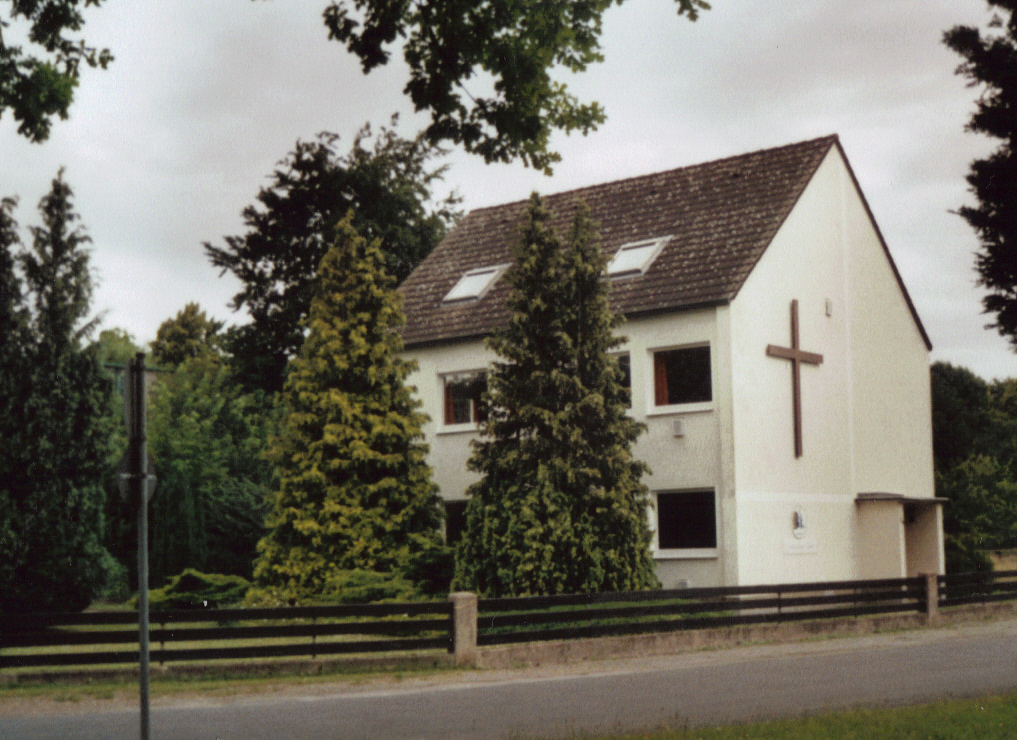
Gemeinschaft Christi
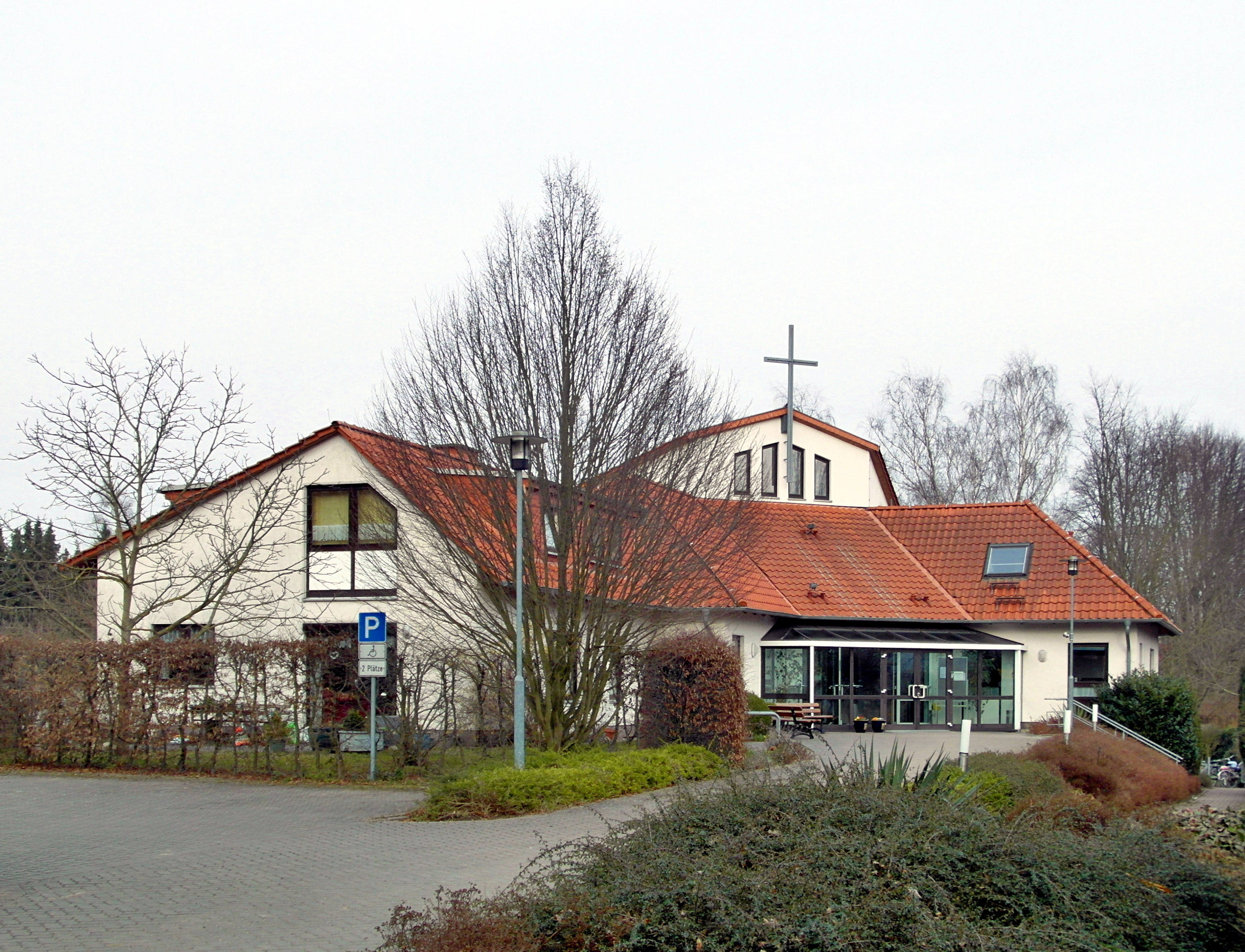
Kreuzkirche Jägerallee
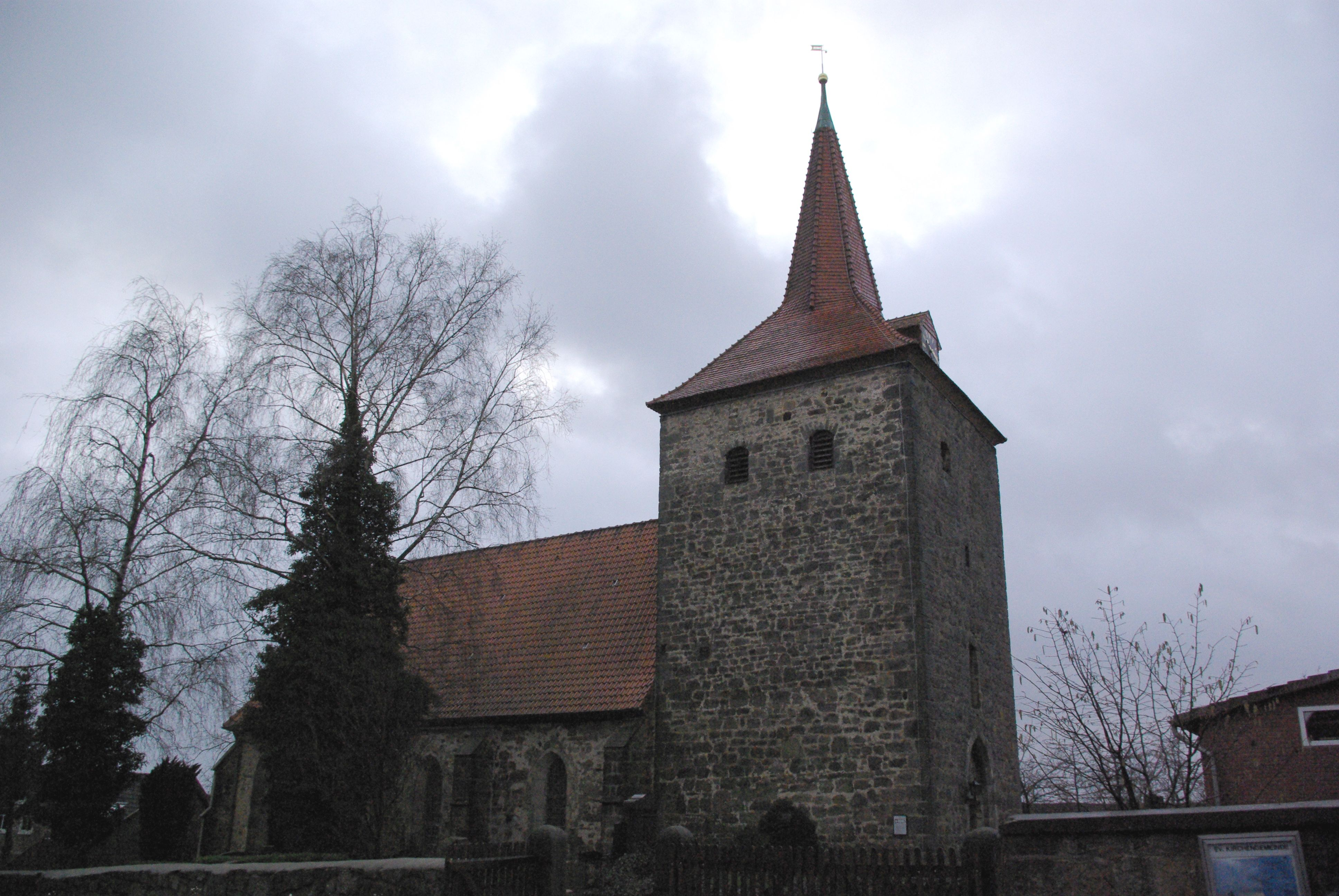
St. Marien in Lüdersen
Innenstadt
Springer Haus im Jahre 1900

## Politik

### Rat der Stadt
Der Stadtrat der Stadt bzw. nach niedersächsischem Kommunalrecht selbständigen Gemeinde Springe setzt sich aus 36 Ratsfrauen und Ratsherren zusammen. Die Sitzverteilung nach der Kommunalwahl am 12. September 2021 sieht folgendermaßen aus (mit Vergleich zu den Wahlen 2016, 2011 und 2006):
|      | CDU | SPD | Grüne | FDP | Linke | AfD | ZfS | FWS | 0EB0 | Gesamt   |
| ---- | --- | --- | ----- | --- | ----- | --- | --- | --- | ---- | -------- |
| 2021 | 8   | 10  | 6     | 3   | 1     | 1   | 4   | 2   | 1    | 36 Sitze |
| 2016 | 13  | 11  | 3     | 2   | 1     | 2   | –   | 1   | 1    | 34 Sitze |
| 2011 | 13  | 13  | 7     | 1   | 1     | –   | –   | 1   | –    | 36 Sitze |
| 2006 | 15  | 16  | 3     | 2   | –     | –   | –   | –   | –    | 36 Sitze |

### Bürgermeister
Bürgermeister ist Christian Springfeld (FDP). In der Stichwahl am 31. Januar 2016 konnte sich Springfeld mit 55,0 % durchsetzen. Seinen Dienst hat er am 12. Februar 2016 angetreten. Seine Vereidigung erfolgte in der Ratssitzung am 18. Februar 2016.
Bei der Wahl am 12. September wurde er mit einem Stimmenanteil von 55,64 % im Amt bestätigt. Die Wahlbeteiligung lag bei 62,78 %.
bisherige Amtsinhaber
- bis 2002: Gerd Schwieger (SPD)
- 2002–2015: Jörg-Roger Hische (parteilos)
- 2015–2016: vakant; Gerd-Dieter Walter als Verwaltungschef
- seit 2016: Christian Springfeld (FDP)

### Jugend
Es gibt Aktivitäten mehrerer Nachwuchsorganisationen der Parteien, hier sind unter anderem die Junge Union oder die Jusos in Springe zu nennen. Daneben sind zahlreiche Jugendverbände wie beispielsweise Evangelische Jugend, Jugendfeuerwehr, THW-Jugend, Verband Christlicher Pfadfinderinnen und Pfadfinder, Deutsches Jugendrotkreuz, Sportjugend, Entschieden für Christus, Fridays for Future und die Deister Antifa aktiv.

### Städtepartnerschaften
Partnerschaften gibt es mit
- der Stadt Niort aus Frankreich,
- der Stadt Waren (Müritz) in Mecklenburg-Vorpommern und
- der Stadt Militsch (Milicz) in Polen.

### Wappen
Das Springer Stadtwappen stellt nach neuerer Deutung die drei Quellen der Haller dar, die unweit Springes am Fuße des Kleinen Deisters, in der Deisterpforte, entspringt. In den drei Winkeln des Wappens sieht man je eine fünfblättrige Rose, das Schild- und Siegelzeichen der ab dem 12. Jahrhundert bestehenden Grafschaft Hallermund.

## Kultur und Sehenswürdigkeiten

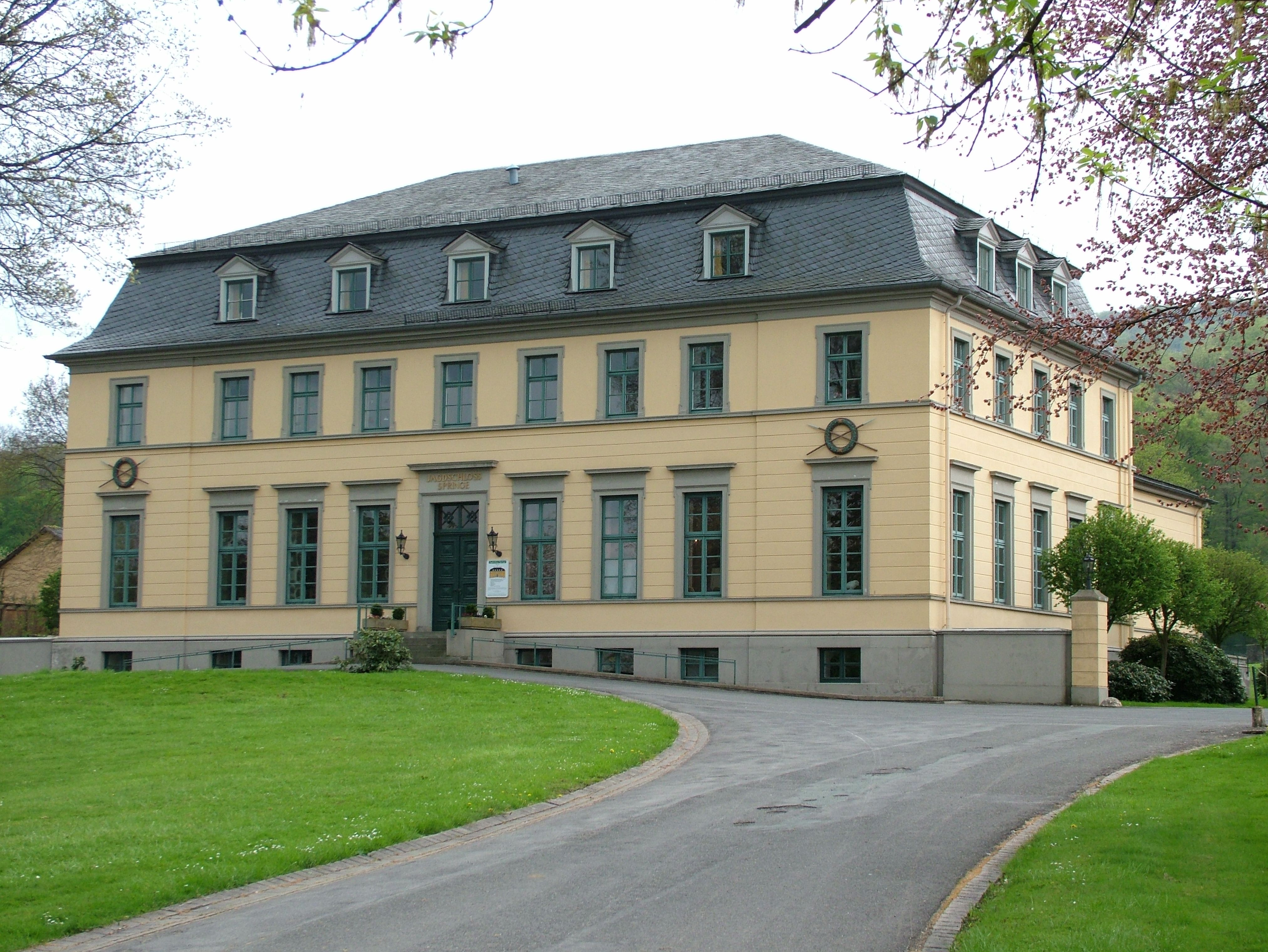
Jagdschloss Springe am Saupark

Am Rande des Sauparks steht das Jagdschloss Springe. Es entstand in den Jahren 1836 bis 1842 nach Plänen des Hofbaumeisters Georg Ludwig Friedrich Laves zunächst als eingeschossiger Bau und wurde später aufgestockt. Bis 1912 folgten weitere Forst- und Jagdgebäude, darunter rechts und links des Schlosses zwei Kavaliershäuser. Das Jagdschloss war der Ausgangspunkt für herrschaftliche Jagden des hannoverschen Königshauses. 1965 gelangten die Bauten in den Besitz der niedersächsischen Landesforstverwaltung. Um 1990 wurde das Erdgeschoss aufwendig renoviert, wobei in zwei prunkvollen Sälen der klassizistische Stil wiederhergestellt wurde. Heute kann das Schloss besichtigt werden. Teile des Gebäudes können für Veranstaltungen gemietet werden. Als Niederlassung des Springer Standesamtes sind auch Trauungen möglich. Im Erdgeschoss beherbergt das Schloss ein Jagdmuseum. In den Obergeschossen ist eine Ausbildungsstätte der Landesjägerschaft Niedersachsen untergebracht.

### Parks

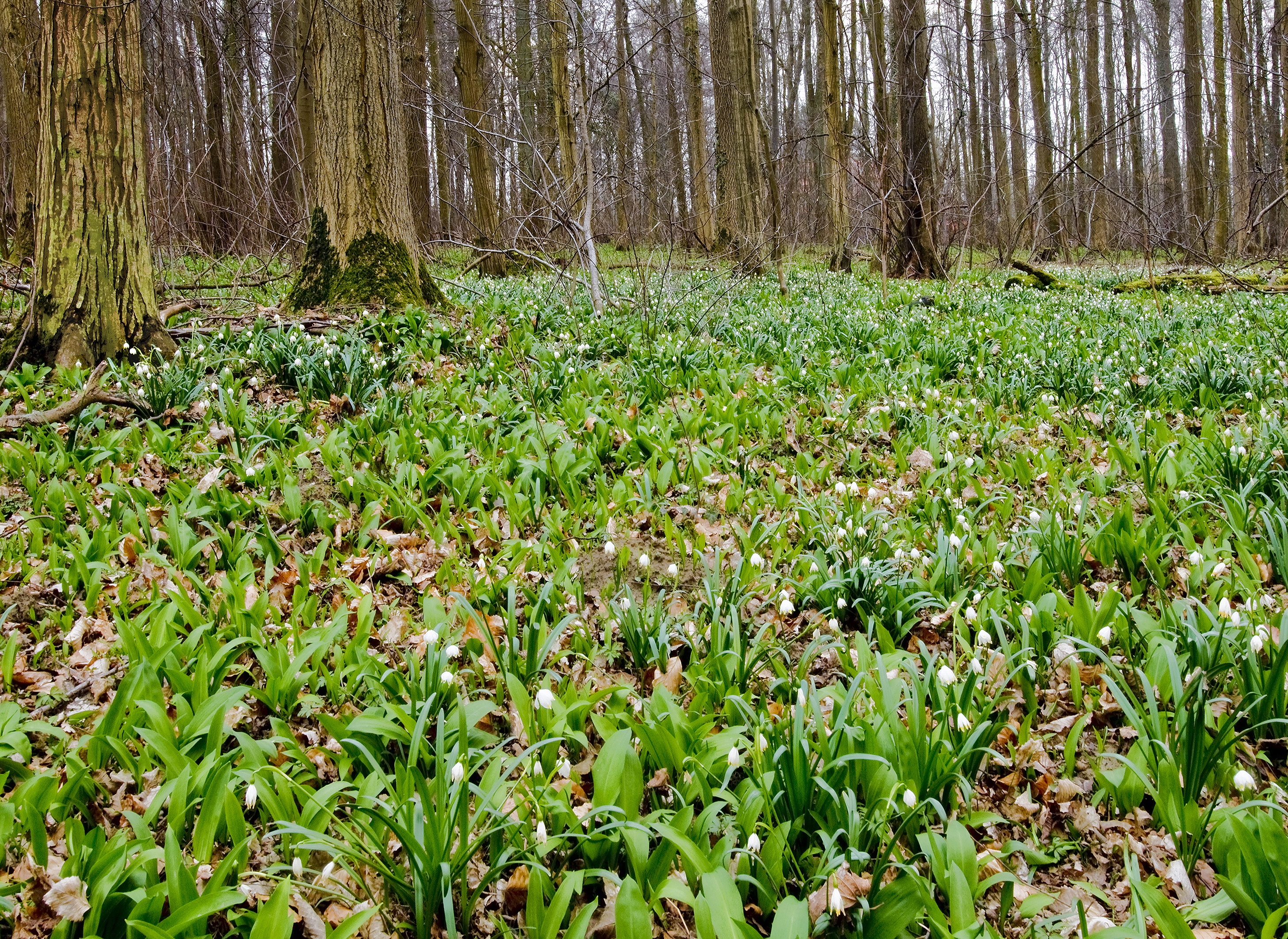
Märzenbecher im Elmschebruch zwischen dem Saupark und Eldagsen.

Der Saupark ist ein etwa 14 km² großes Waldgebiet, das größtenteils auf den Höhenzügen Kleiner Deister und Nesselberg liegt. Das Gebiet wurde seit Mitte des 17. Jahrhunderts von den hannoverschen Königen als Jagdrevier genutzt und zu diesem Zweck 1840 mit einer 16 km langen Kalksteinmauer umzogen. Der Park ist ein umschlossenes Wildgehege, in dem viele Wildtierarten leben. Der Waldbestand des Sauparks ist ein alter Laubmischwald aus Buchen und Eichen. Daneben überwiegen bei den Nadelhölzern die Fichten. Auch gibt es eine Kastanienallee. Diese wird Kaiserallee genannt, da der frühere Kaiser mit seiner Kutsche vom Bahnhof in sein Jagdschloss fuhr. Neben Felswänden, Höhlen, Hügelgräbern, Quellen und Wildwiesen gibt es hier noch zahlreiche seltene Tier- und Pflanzenarten.
Im nordöstlichen Teil des Sauparks liegt das 90 ha große Wisentgehege Springe, in dem Besucher neben Wisenten etwa 100 heimische Wildtierarten beobachten können.

### Burgen
Das Rathaus befindet sich im ehemaligen Amtshaus, das aus der Burg Springe entstanden ist.
Im Bereich des heutigen Stadtgebiets liegen die Reste von drei frühgeschichtlichen Wallburgen. Die älteste ist die Barenburg im Osterwald oberhalb des Klosters Wülfinghausen bei Eldagsen. Nahe dem Ortsteil Altenhagen I liegen auf einem Ausläufer des Höhenzuges Nesselberg die Reste der Kukesburg, einer früheren Ringwallanlage. Die Verteidigungsanlage entstand zu verschiedenen Zeiten, wobei die älteste Bauphase im 3. Jahrhundert v. Chr. vermutet wird. Als drittes ist die Bennigser Burg an der Ostseite des Deisters zu nennen. Diese Burgen waren nie dauerhaft bewohnt, sondern dienten der Bevölkerung in Zeiten der Gefahr als Fliehburg.
An der Ostseite des Kleinen Deisters innerhalb des Sauparks liegt auf einer vorgeschobenen Bergkuppe die 1435 geschleifte Burg Hallermund, von der noch einige Steinreste vorhanden sind.

## Naturschutz

### Zigeunerwäldchen

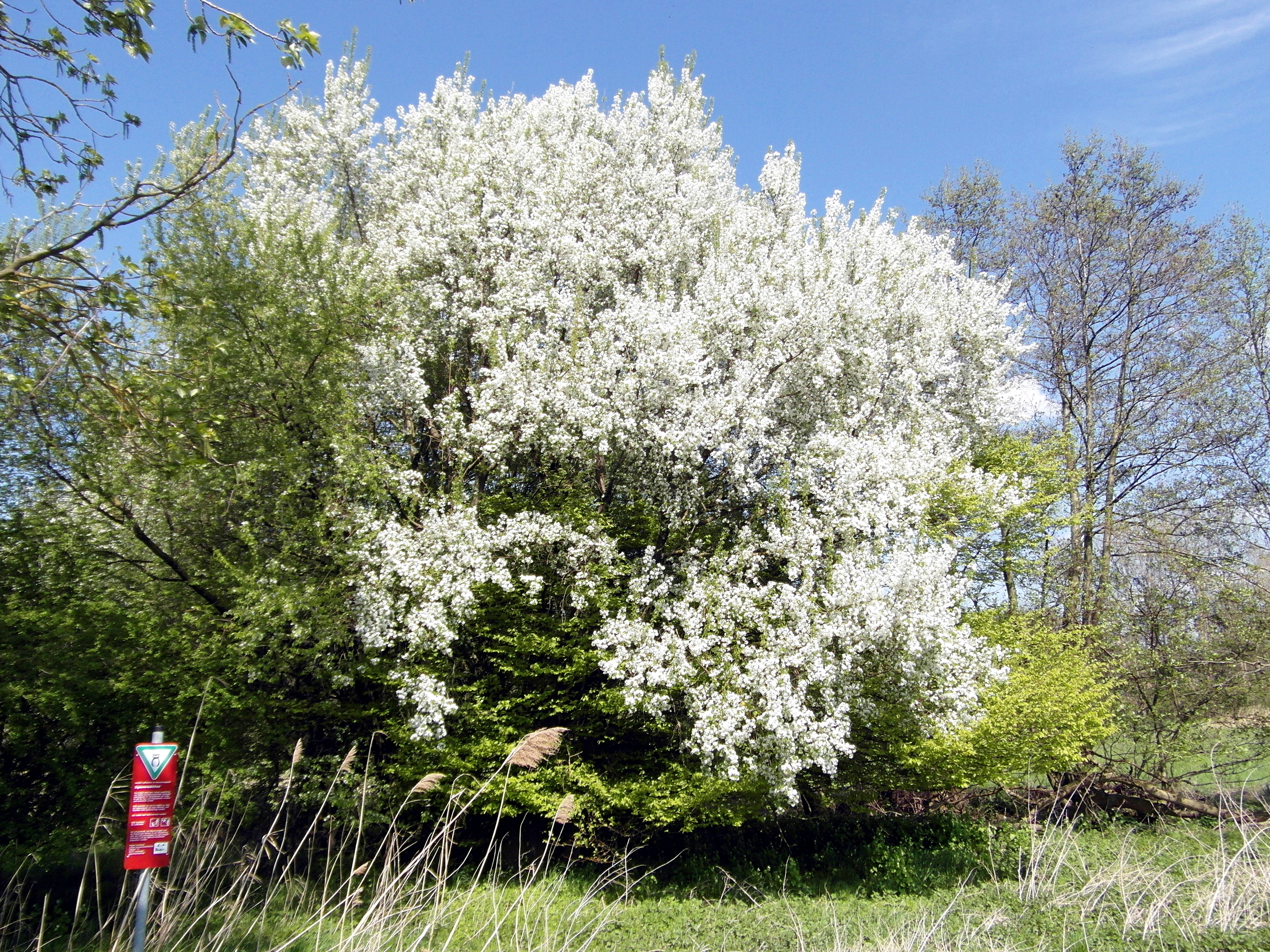
Südwestecke vom Naturschutzgebiet „Zigeunerwäldchen“

Das Zigeunerwäldchen (offizielle Schreibweise: Ziegeunerwäldchen, z. B. in der Verordnung zum Naturschutzgebiet), ist ein Naturschutzgebiet in der niedersächsischen Stadt Springe in der Region Hannover. Das Naturschutzgebiet mit dem Kennzeichen NSG HA 115 ist 15 Hektar groß. Es ist größtenteils vom Landschaftsschutzgebiet „Hallerniederung“ umgeben. Das Gebiet steht seit dem 18. Dezember 1986 unter Naturschutz. Zuständige untere Naturschutzbehörde ist die Region Hannover. Das Naturschutzgebiet liegt zwischen den Springer Stadtteilen Stadt Eldagsen und Gestorf am Fuße des Abrahams. Es stellt ein Teilstück der Niederung der Haller, einem Nebenfluss der Leine, unter Schutz. Der größtenteils naturnahe Waldrest ist heute ungenutzt, jedoch noch durch frühere Nutzung beeinflusst. Weiden und ein hoher Anteil an Baumpilzen prägen den Waldbestand, in dem sich recht viel liegendes und stehendes Totholz befindet. Auf sumpfigen Lichtungen wachsen ausgedehnte Röhrichtbestände und Großseggenrieder. Im Westen und Süden sind Grünlandbereiche in das Naturschutzgebiet einbezogen. Das Naturschutzgebiet grenzt größtenteils an ackerbaulich genutzte Flächen. Die Niedersächsische Landgesellschaft erwarb das Naturschutzgebiet Zigeunerwäldchen für einen Flächenpool. Es wurde auf den Verein Biotop-Management-Initiative e. V. übertragen.

### NABU-Stiftung SpringeNaturlandschaft Deister und Haller
Seit 2012 hat der Nabu-Ortsverein Springe eine eigene Stiftung, die mit einem Stiftungskapital von 25.000 Euro und 16 Grundstücken gegründet wurde. Ziel der Stiftung ist es den Naturschutz in Springe nachhaltig zu gestalten. Das Herzstück der Projekte ist das Zigeunerwäldchen. Der Nabu hat das Grundstück 1983 gekauft; 1986 wurde es zum Naturschutzgebiet. Die Erträge aus dem Kapital werden für die Pflege der bestehenden Grundstücke und zum Erwerb neuer Flächen genutzt. Dabei versuchen die Ehrenamtlichen so viele Pflegemaßnahmen wie möglich in Eigenleistung zu bewältigen. Ein Ziel der Stiftung ist die Renaturierung der Haller und die Bildung eines Seitenarms der Haller, der die Stromgeschwindigkeit drosselt und dadurch Lebensraum für weitere Tier- und Pflanzenarten schafft. Ein Ziel der Nabu-Mitglieder ist es, die an das Zigeunerwäldchen angrenzenden Flächen zu erwerben, um mit Hecken und Grünzügen Verbindungen zum Hallerburger Holz, dem Jeinser Holz, Stude und Horn an der B 3 zu bilden.

### Google Impact Challenge 2016
Im Rahmen des „Google Impact Challenge 2016“ erhielt die NABU-Stiftung Springe einen Preis in Höhe von 10.000 €, um in einem Projekt eine interaktive Landkarte der Naturlandschaft Deister und Haller zu erstellen. Ziel war es, die vielen betreuten Naturschutzprojekte wie die Nistkästen oder das Naturschutzgebiet Zigeunerwäldchen einer breiten Öffentlichkeit vorzustellen, ohne dass die Natur durch zu viele Besucher gestört wird. Besucher können sich so frei durch die Landschaft bewegen und zu bestimmten Punkten interaktive Inhalte wie Fotos und Texte abrufen. Auch alle brütenden Tierarten werden vorgestellt.

## Wirtschaft und Infrastruktur

### Unternehmen
- Die Firma Paulmann Licht hat ihren Sitz in Springe, Stadtteil Völksen.
- Das Deutsche Rote Kreuz betreibt in Springe den Blutspendedienst für weite Teile Norddeutschlands.
- Binos entwickelte in Springe Maschinenanlagen zur Herstellung von Faserplatten. Im April 2019 wurde die Insolvenz bekannt.[20]
- Der zu Klampen Verlag hat seit 2003 seinen Hauptsitz in Springe.
- Die Firma Octapharma betreibt in Springe eine Produktionsniederlassung zur Herstellung von Arzneimitteln zur Blutgerinnung.

### Medien
In Springe erscheinen zwei Tageszeitungen. Im Ort ansässig ist seit 1875 die Neue Deister-Zeitung des Verlags J. C. Erhardt GmbH. Sie beliefert auch den Deister-Anzeiger der Hannoverschen Allgemeinen Zeitung und der Neuen Presse. Der Deister-Anzeiger gehört zur Verlagsgesellschaft Madsack.

### Öffentliche Einrichtungen
- Sitz des DRK-Rettungsdienstes in der Region Hannover
- Hallenbad Springe
- Freibäder in Altenhagen I, Bennigsen und Eldagsen
- Tennisanlagen, Minigolf, Bouleplätze, Beach-Volleyball, Skateanlage
- Wisentgehege Springe

### Bildung und Soziales
- Stadtbibliothek Springe
- Museum auf dem Burghof

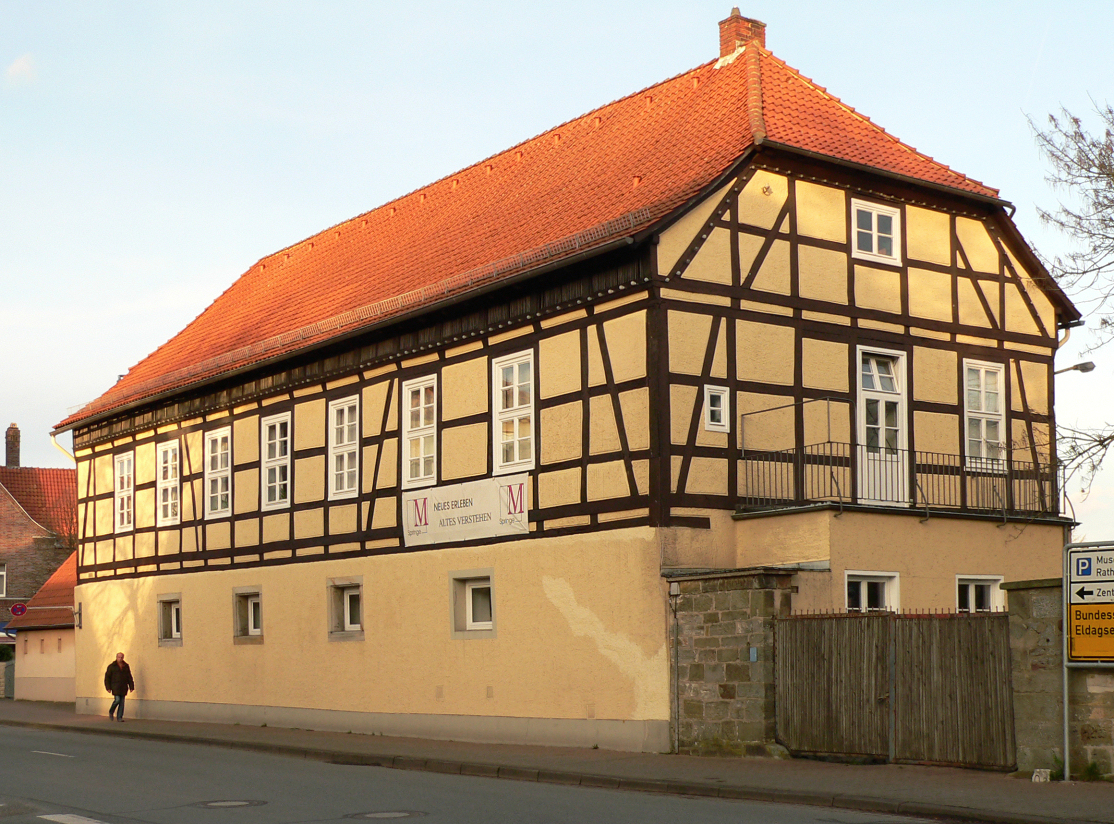
Museum auf dem Burghof

- Fußballmuseum Springe (Sportsammlung Saloga e. V.)
- berufsbildende Schulen Springe
- Otto-Hahn-Gymnasium
- Integrierte Gesamtschule (IGS) Springe[21]
- Peter-Härtling-Schule (Förderschule, Schwerpunkt Lernen)
- Janusz-Korczak-Schule (Förderschule, Schwerpunkt Geistige Entwicklung)
- Grundschulen in den Ortsteilen Springe (2), Altenhagen I, Völksen, Bennigsen, Gestorf, Eldagsen
- 16 Kindertagesstätten für Kinder von 0–14 Jahren (Krippe, KiGa, Hort, Familiengruppen) mit Waldkindergarten
- Bildungszentrum des Einzelhandels Niedersachsen (BZE)
- Studienzentrum Springe der SRH FernHochschule Riedlingen
- Bildungs- und Tagungszentrum Heimvolkshochschule Springe (vom Land Niedersachsen anerkannte Heimvolkshochschule)
- Energie- und Umweltzentrum am Deister
- Gehegeschule im Wisentgehege
- Jägerlehrhof Jagdschloss Springe
- Lehrgangswerk Haas (Steuerfachschule)
- Musikschule Springe
- Norddeutsche Kältefachschule
- Volkshochschule Calenberger Land

### Verkehr

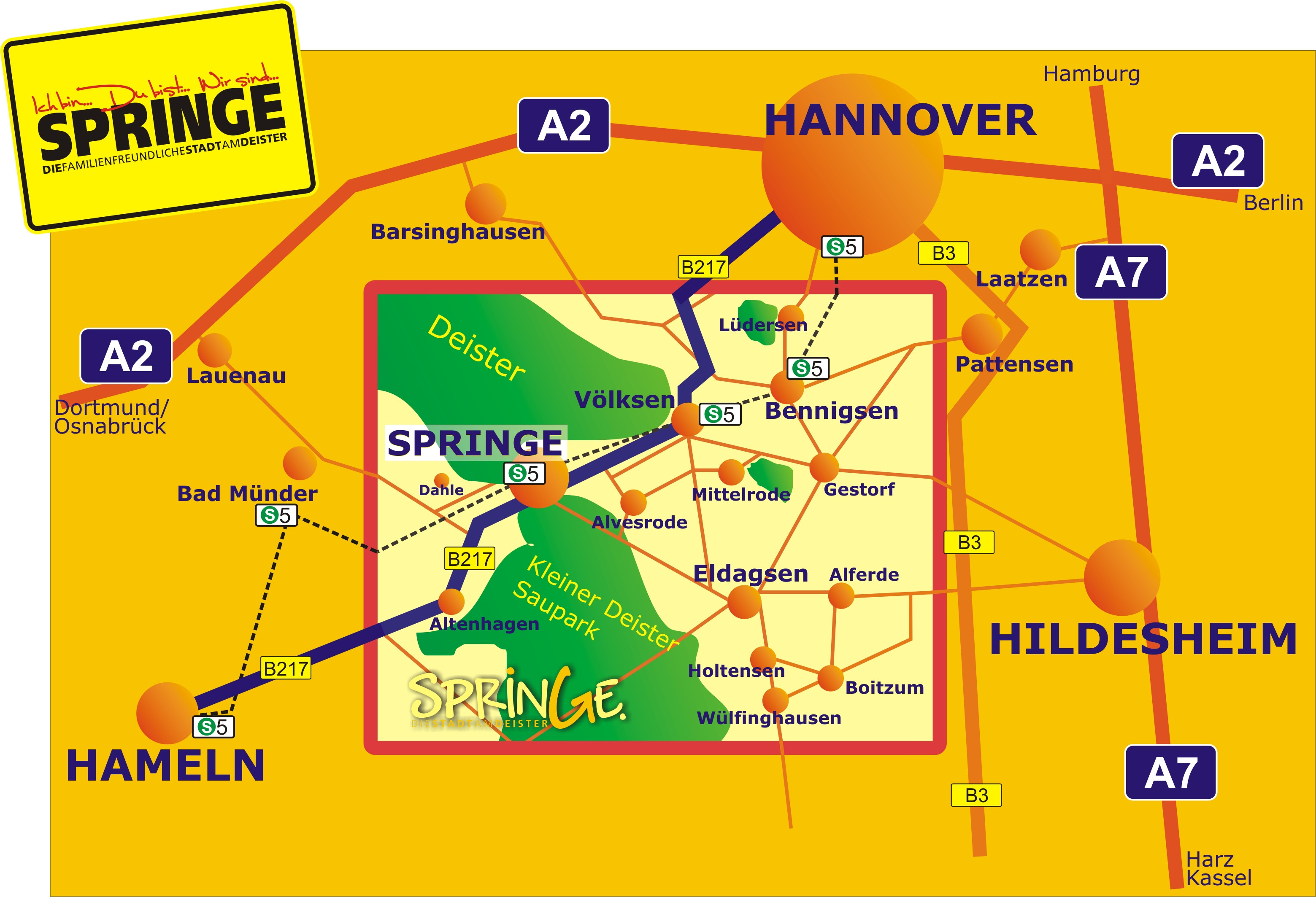
Verkehrsanbindung von Springe

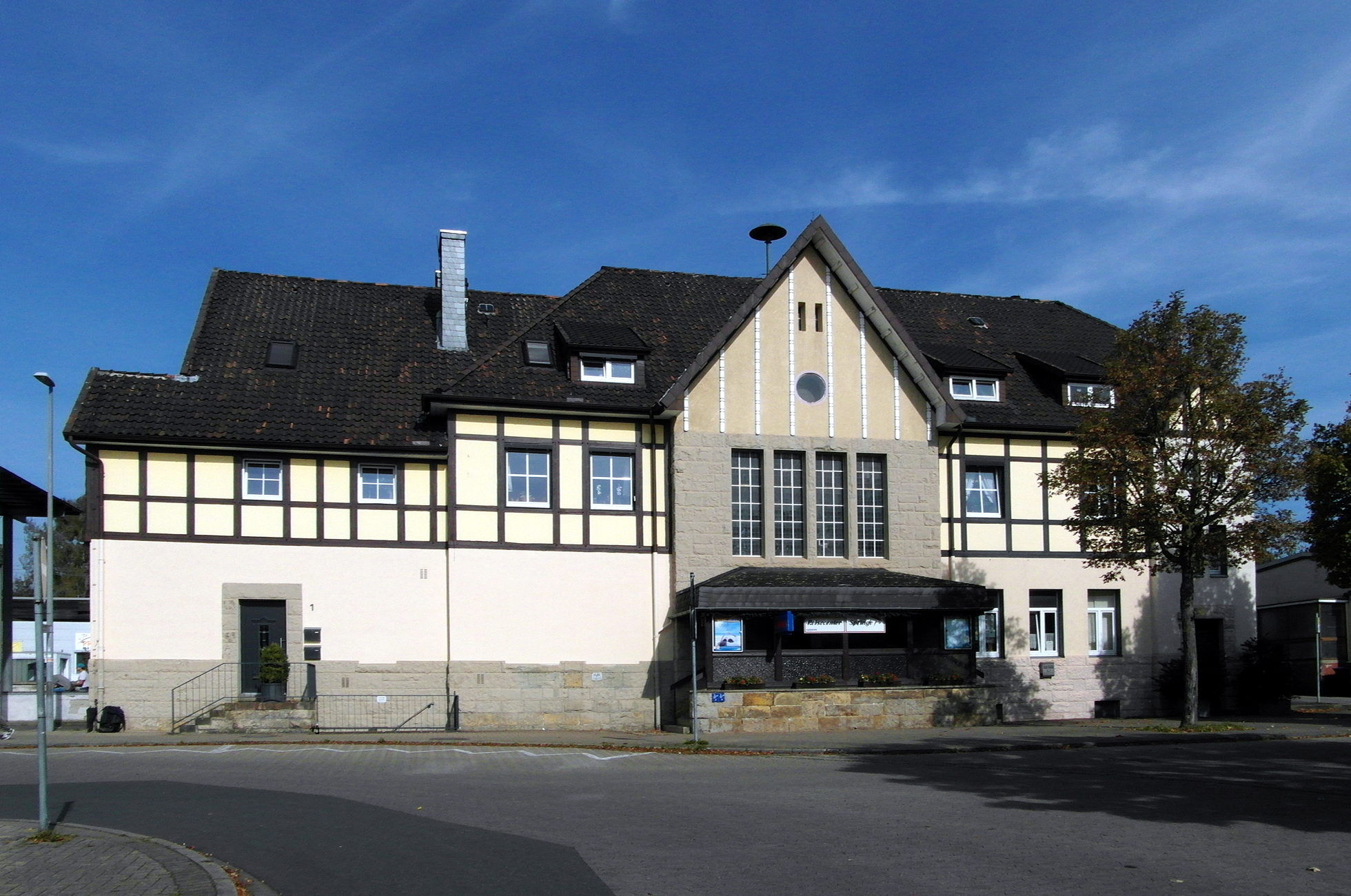
Bahnhofsgebäude Springe

Springe liegt an der Bundesstraße 217.
Im Stadtgebiet liegen die Bahnhöfe Springe, Völksen/Eldagsen und Bennigsen. Sie befinden sich an der Bahnstrecke Hannover–Altenbeken und werden von der S-Bahnlinie 5 Paderborn – Hameln – Hannover Hbf – Hannover Flughafen bedient. Tariflich liegen diese Stationen in der Zone C des Großraum-Verkehr Hannover.
| Linie | Verlauf | Takt |
| ----- | --- | --- |
| S 5   | Paderborn Hbf – Altenbeken – Steinheim (Westf) – Schieder – Lügde – Bad Pyrmont – Emmerthal – Hameln – Bad Münder (Deister) – Springe – Völksen/Eldagsen – Bennigsen – Holtensen/Linderte – Weetzen – Hannover-Linden/Fischerhof – Hannover Bismarckstraße – Hannover Hbf – Hannover-Nordstadt – Hannover-Ledeburg – Hannover-Vinnhorst – Langenhagen Mitte – Langenhagen Pferdemarkt – Hannover Flughafen Stand: Fahrplanwechsel Juni 2022 | 60 min 30/60 min (Bad Pyrmont–Hameln) 30 min (Hameln–Hannover Hbf werktags) 30 min (Hannover Hbf–Flughafen) |

Die RegioBus Hannover betreibt in Springe die Stadtbuslinie 301 sowie mehrere Linien, die über das Stadtgebiet hinaus führen.

## Persönlichkeiten

### Söhne und Töchter der Stadt

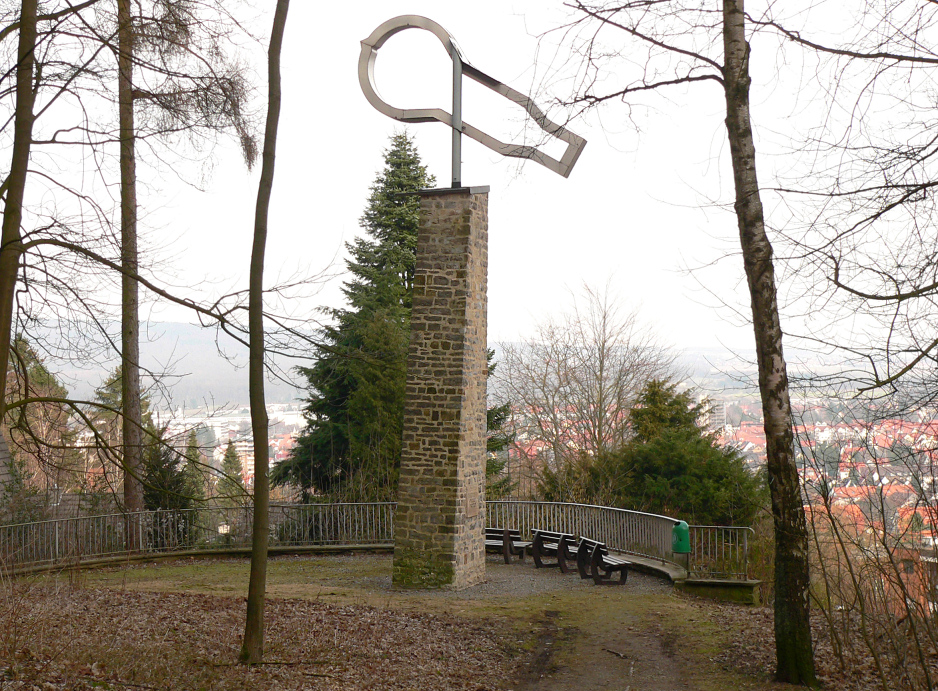
Glühlampendenkmal für Heinrich Göbel oberhalb von Springe

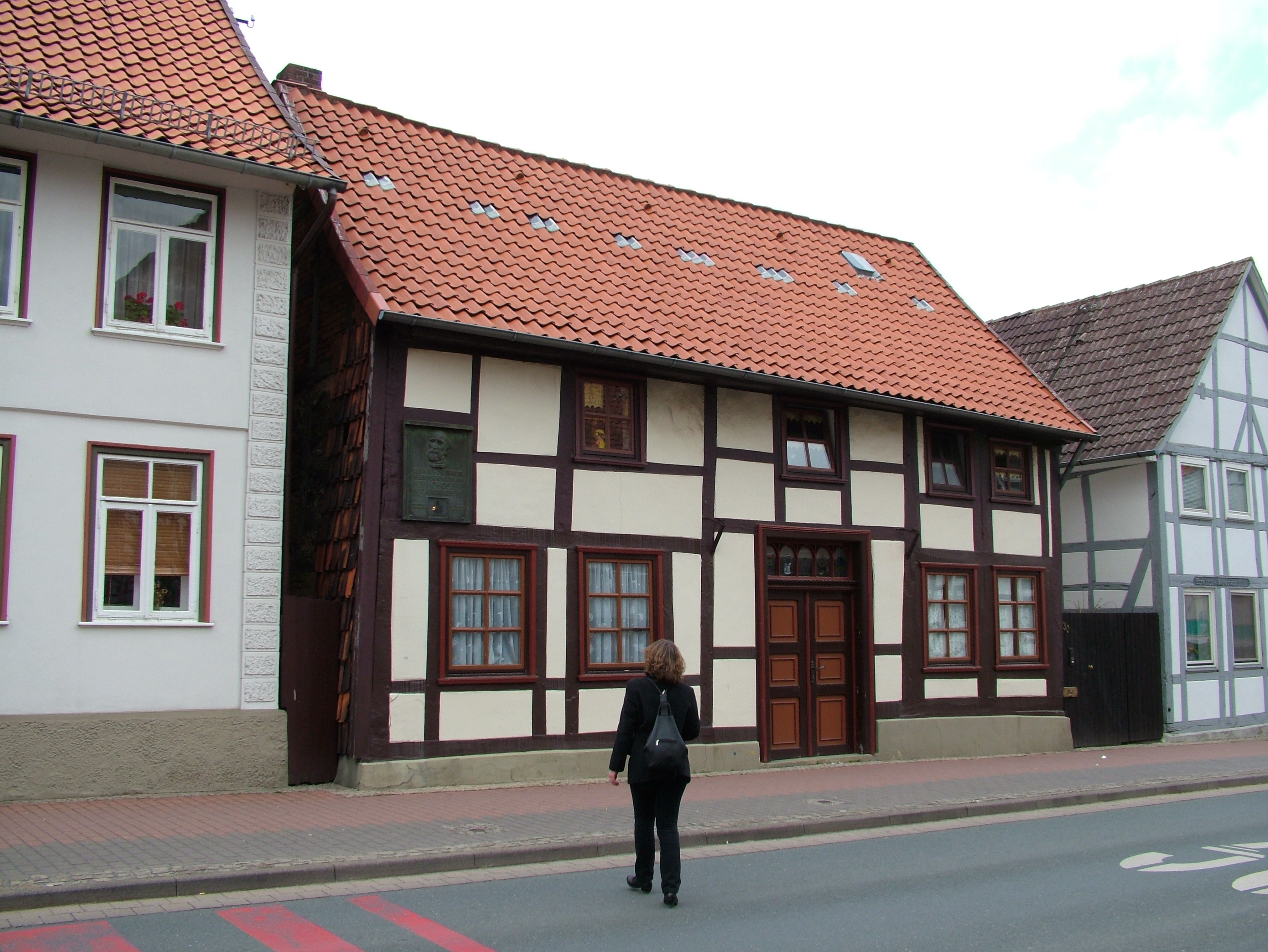
Angebliches Geburtshaus Heinrich Göbels

- Johann Heinrich Schröder (1666–1699), Liederdichter und Theologe (evang. Kirchengesangbuch)
- Frédéric Henri Strube de Piermont (1704–1776), deutsch-russischer Rechtswissenschaftler, Historiker und Diplomat
- Karl August von Linsingen (1803–1899), Berghauptmann in Clausthal
- Carl Weibezahn (1804–1844), lutherischer Erweckungsprediger und Konsistorialrat in Osnabrück
- Ludwig Heinrich Melchior Hofmeister (1805–1885), Geheimer Regierungsrat
- Heinrich Göbel (ab 1849 auch Henry Goebel; 1818–1893), deutsch-amerikanischer Feinmechaniker und Erfinder, angeblicher Erfinder der Glühlampe
- Carl Dopmeyer (1824–1899), Bildhauer (Lutherdenkmal und Gänseliesel-Brunnen in Hannover)
- Hermann Gunkel (1862–1932), protestantischer Theologe
- Curt A. Stark (eigentlich Kurd Schöltzel; 1880–1916), auf Jagdschloss Springe geborener Schauspieler und Filmregisseur
- Herbert Ihering (auch Herbert Jhering; 1888–1977), Dramaturg, Regisseur, Journalist und Theaterkritiker
- Heinrich Hüper (1898–1983), Lehrer, Autor, Mundartdichter
- Adolf Feuerhake (1903–1986), Landwirt und Ministerialbeamter in Nordrhein-Westfalen
- Ludolf Herbst (1943–2024), Historiker
- Wolfgang Meyer (* 1948), SPD-Politiker, Oberbürgermeister von Göttingen
- Richard Höptner (* 1950), Verwaltungsjurist
- Michael Höntsch (* 1954), Pädagoge und Politiker
- Thomas Smollich (* 1963), Richter, Präsident des Niedersächsischen Staatsgerichtshofes, Präsident des Niedersächsischen Oberverwaltungsgerichts, Staatssekretär im Niedersächsischen Justizministerium
- Olivia Jones (als Oliver Knöbel; * 21. November 1969), Travestiekünstler(in)
- Andi Slawinski (* 1976), Schauspieler
- Lizzy Scharnofske (* 1981 in Gestorf), Jazzmusikerin, gründete die örtliche Jugendmusikschule und verschiedene Chöre
- Brian Baatzsch (* 1995), Abgeordneter des niedersächsischen Landtags
- Janni Serra (* 1998), Fußballspieler
- Jamie-Lee Kriewitz (* 1998 in Bennigsen), Popsängerin, deutsche ESC-Vertreterin 2016

### Personen, die vor Ort gewirkt haben
- Friedrich Türcke (1915–1998), Forstmann und Jagdwissenschaftler, leitete von 1957 bis 1978 das Forstamt Saupark und war Naturschutzbeauftragter der Stadt
- Wolfgang Jüttner (* 1948), Politiker, ehemaliger Niedersächsischer Umweltminister, Dozent an der HVHS Springe
- Gerhard Schuster (* 1966), Geologe, Naturfotograf und Autor, Zivildienst an der HVHS Springe
- Slava Gorpischin (* 1970), russischer Handball-Nationalspieler und Olympiasieger, spielte bei HF Springe
- Sven Lakenmacher (* 1971), Handball-Nationalspieler, war Spielertrainer bei HF Springe